# SPAD S.31
Die SPAD S.31 war ein einsitziges Doppeldecker-Flugzeug des französischen Herstellers Société de Production des Aéroplanes Deperdussin.

## Allgemeines
Dieses Flugzeug war eine der Weiterentwicklungen der Blériot-SPAD S.XX, basierend auf dem Rumpf der S.XX.
Wie schon die SPAD S.26 handelte es sich bei der S.31 um ein Schwimmerflugzeug, gefertigt als Einzelstück speziell für die Schneider-Trophy 1920 in Venedig/Italien.
Jedoch nahm die Maschine letztlich nicht an diesem Rennen teil und wurde zur SPAD S.31bis umgebaut.

## SPAD S.31bis
Die S.31.bis war die mit zwei Maschinengewehren ausgestattete S.31. Da dieses Flugzeug auch mit dem Tragwerk der S.XX ausgestattet wurde, war es letztlich eine S.XX mit Schwimmern. Dieses Flugzeug war eine Studie eines einsitzigen Jägers, ausgelegt als Wasserflugzeug.

Die S.31bis wurde 1921 nach Japan verkauft.

## Aufbau
Bei der S.31 handelte es sich um einen einstieligen Doppeldecker. 
Der Rumpf war eine Holzkonstruktion in Schalenbauweise. 
Die unteren Tragflächen waren kürzer ausgeführt als die oberen, die oberen Tragflächen waren stark gepfeilt, die unteren hingegen standen im rechten Winkel zum Rumpf; Querruder an den unteren Tragflächen (Gesamttragflügelfläche: 31 m²).
Die Maschine hatte Zwillingsschwimmer.